# Núcleo de condensação
Núcleos de condensação de nuvens (NCN), também conhecidos como sementes de nuvens, são pequenas partículas tipicamente com 0,2 µm, ou um centésimo do tamanho de uma gotícula de nuvem. Os NCNs são um subconjunto único de aerossóis na atmosfera nos quais o vapor de água se condensa. Isso pode afetar as propriedades radiativas das nuvens e da atmosfera como um todo. A água requer uma superfície não gasosa para fazer a transição de um vapor para um líquido; esse processo é chamado de condensação.
Na atmosfera da Terra, essa superfície se apresenta como partículas sólidas ou líquidas minúsculas chamadas NCNs. Quando não há NCNs presentes, o vapor de água pode ser super-resfriado a cerca de -13 °C por 5-6 horas antes que as gotículas se formem espontaneamente. Isso é a base da câmara de nuvens para detectar partículas subatômicas.
O conceito de CCN é usado no semeadura de nuvens, que tenta incentivar a chuva semeando o ar com núcleos de condensação. Também foi sugerido que criar tais núcleos poderia ser usado para o branqueamento de nuvens marítimas, uma técnica de engenharia climática. Alguns fenômenos ambientais naturais, como o proposto na hipótese CLAW, também surgem da interação entre NCNs produzidos naturalmente e a formação de nuvens.